# Head over Heels (песня ABBA)
«Head Over Heels» — название песни шведской группы ABBA, записанной в 1981 году и выпущенной как сингл в следующем году. Она была взята из восьмого студийного альбома группы, The Visitors, и в качестве второй стороны использовала одноимённый с альбомом трек.

## О песне
Песня «Head Over Heels» была написана Бенни Андерссоном и Бьорном Ульвеусом. Ведущий вокал исполнила Агнета Фельтског. В песне речь идёт о близкой подруге (в клипе её сыграла Анни-Фрид Лингстад), сверхактивной женщине из высшего общества, бегающей по магазинам, в то время как её уставший и истощённый муж (сыгранный Ульвеусом) обречённо плетётся позади.
Как и в случае с предыдущим синглом «One of Us», лейбл Epic Records в британском издании песни использовал обложку, заметно отличавшуюся от международной.
По меркам АВВА, выступление в чартах песни «Head over Heels» никак нельзя назвать успешным, даже несмотря на падение популярности группы. Так, в Великобритании сингл достиг лишь 25-й позиции, тем самым прервав череду из восемнадцати последовательных хитов из горячей десятки (с «SOS» в октябре 1975 года до «One of Us» в декабре 1981 года). Этим группа повторила рекорд The Beatles, чьи хиты из топ-10 длились с 1964 («A Hard Day's Night») до 1976 года (британский релиз песни «Yesterday»), прерванные «Back in the U.S.S.R.». И хотя «Head over Heels» достиг топ-10 в таких странах, как Бельгия, Нидерланды, Австрия и Франция, к тому времени гегемония ABBA в чартах подошла к концу, и через год группа распалась.

## Позиции в чартах
| Чарт (1982)            | Позиция |
| ---------------------- | ------- |
| Belgian Singles Chart  | 2       |
| Dutch Singles Chart    | 4       |
| Austrian Singles Chart | 8       |
| French Singles Chart   | 10      |
| Swiss Singles Chart    | 18      |
| UK Singles Chart       | 25      |